# Steglitz-Museum
Das Steglitz-Museum, auch Heimatmuseum Steglitz genannt, ist ein Museum in Berlin, das sich exklusiv mit der Geschichte und Gesellschaft der Berliner Ortsteile Steglitz, Lankwitz und Lichterfelde befasst. Es befindet sich in einem 1902–1903 errichteten denkmalgeschützten Gründerzeithaus in der Drakestraße in Lichterfelde West.

## Geschichte
Nach der Gründung von Groß-Berlin im Jahr 1920 und mit der Eingemeindung von Steglitz in die neu geschaffene Stadt wuchs die Sorge, dass historische und regionale Eigenheiten des ehemals unabhängigen Ortes verloren gehen könnten. Daher wurde bereits zu Beginn der 20er Jahre ein Archiv angelegt und Realien zusammengetragen, die Vergangenheit und Gegenwart von Steglitz dokumentieren sollten.
Karl Buhrow (1863–1939), der letzte Bürgermeister von Steglitz vor der Eingemeindung in Groß-Berlin, gehörte zu den Gründern des Vereins und leitete ihn ab 1923 als erster Vorsitzender. Conradin Brinkmann übernahm den Vorsitz  1928 und leitete den Verein bis 1953. Er baute die Bibliothek und das Archiv auf. Walter Schneider-Römheld trat 1953 das Amt des Vorsitzenden an und leitete den Verein bis 1987. Er gründete die Steglitzer Heimat als Vereinsheft. In seine Amtszeit fällt das Vermächtnis von Eugen Marschner, der dem Verein ein eigenes Haus mit Ausstellungsflächen, Arbeits- und Magazinräumen und als Einnahmequelle durch Vermietung vermachte.
Nach mehreren Standortwechseln wurde der gegenwärtige Museumsstandort bereits 1966 bezogen, die Ausstellung in ihrer heutigen Form wurde 1984 eröffnet.
Betreiber ist weiterhin der 1923 gegründete Heimatverein Steglitz e. V., eine Einrichtung des Bezirkes, die aus den Kulturmitteln des Bezirkes gefördert wird.

## Sammlung, Ausstellung und Forschung
Besonders Technikgeschichte und die Entwicklung der Wandervogelbewegung sind Ausstellungs- und Forschungsthemen des Hauses. Neben der Dokumentation von Tradition geht es auch darum, den herausragenden Einfluss der Gemeinde Steglitz in globaler Perspektive aufzuzeigen.
Heute umfasst die Sammlung neben historischen Exponaten unterschiedlicher Kategorien eine Fachbibliothek, eine umfassende Fotosammlung und ein Archiv, das über Online-Datenbankabfragen durchsucht werden kann. Naben zahlreichen Bildern und Zeitungsberichten sind dort auch die Ausgaben der Vereinszeitung Steglitzer Heimat von 1956 bis 2015 und die Ausgaben der Wochenzeitung Steglitzer Anzeiger von 1949 bis 1990 recherchierbar. Die Sammlungen wachsen weiterhin durch Ankäufe und insbesondere Schenkungen.
Das Museum nimmt eine komplette Etage im Haus Drakestraße 64a ein. Die Räume sind jeweils unterschiedlichen Themen wie Wohnkultur oder Militärgeschichte gewidmet. Derzeit ist das Steglitz-Museum wegen Umbauten und Modernisierungen geschlossen und soll nach Abschluss der Arbeiten im Januar 2025 wieder eröffnet werden.
Neben den Ausstellungen verfügt das Museum über ein Café, einen Museumsshop und Veranstaltungsräume, die auch extern genutzt werden können.